# Batman: Arkham
Batman: Arkham est une série de jeux vidéo créée par Rocksteady Studios s'inscrivant dans l'univers de Batman.

## Liste de jeux
| 2009 | Batman: Arkham Asylum                  |
| 2010 |                                        |
| 2011 | Batman: Arkham City                    |
| 2011 | Batman: Arkham City Lockdown           |
| 2012 |                                        |
| 2013 | Batman: Arkham Origins                 |
| 2013 | Batman: Arkham Origins (mobile)        |
| 2013 | Batman: Arkham Origins Blackgate       |
| 2014 |                                        |
| 2015 | Batman: Arkham Knight                  |
| 2016 | Batman: Arkham Underworld              |
| 2016 | Batman: Arkham VR                      |
| 2017 |                                        |
| 2018 |                                        |
| 2019 |                                        |
| 2020 |                                        |
| 2021 |                                        |
| 2022 |                                        |
| 2023 |                                        |
| 2024 | Suicide Squad: Kill the Justice League |
| 2024 | Batman: Arkham Shadow                  |

### Série principale
- Batman: Arkham Asylum paraît sur PlayStation 3 et Xbox 360 en Amérique du Nord le 25 août 2009, et le 28 août en Europe[1],[2]. Développé par  Rocksteady Studios, le jeu est édité par le studio Eidos Interactive qui obtient au printemps 2007 les droits pour concevoir un jeu Batman[3]. Auparavant à l’œuvre sur la série d'animation Batman de 1992 et ayant notamment signé plusieurs comics Detective Comics, le scénariste Paul Dini est recruté pour concevoir l'intrigue[3]. Le jeu est de type action-aventure[4] à la troisième personne[5] dans lequel le joueur contrôle le personnage de Batman pris au piège au sein de l'Asile d'Arkham, un établissement sécurisé pour aliénés criminels situé au large de Gotham City, où ces derniers se sont échappés[6],[7].

- Batman: Arkham City sort en Amérique du Nord le 18 octobre 2011 sur Xbox 360 et PlayStation 3[8], suivi du 19 octobre en Australie[8] et du 21 octobre en Europe[8]. Les événements se déroulent un an et demi après l'émeute de l'asile d'Arkham[9] et prennent place au sein de la prison à ciel ouvert Arkham City, une ville close supervisée par le psychiatre Hugo Strange avec l'appui de la société militaire privée TYGER Security, où tous les criminels de Gotham peuvent vivre libres, à la seule condition qu'ils ne cherchent pas à s'enfuir[10]. Sorti l'année suivante, le contenu téléchargeable Harley Quinn se venge se déroule quelques semaines après les évènements du deuxième volet[11]. Le chevalier noir ainsi que Tim Drake / Robin sont jouables[11].

- Batman: Arkham Origins sort le 25 octobre 2013 sur PlayStation 3, Wii U, Windows et Xbox 360[12]. Ce nouveau volet, qui fait office de préquelle, est développé par Warner Bros. Games Montréal[12]. Le contenu narratif Cold, Cold Heart, centré sur Mister Freeze, sort le 22 avril 2014[13].
- Batman: Arkham Knight (2015)
- Suicide Squad: Kill the Justice League (2024)

### Autres jeux
- Batman Arkham City: Lockdown (2011)
- Batman: Arkham Origins Mobile (2013)
- Batman: Arkham Origins Blackgate (2013)
- Batman: Arkham Underworld (2016)
- Batman: Arkham VR (2016)
- Batman: Arkham Shadow (2024)

## Dans d'autres médias

### Film
- Batman : Assaut sur Arkham

### Comics
- Batman: Arkham Asylum
- Batman: Arkham City
- Batman: Arkham Unhinged
- Batman: Arkham Origins
- Batman: Arkham Knight

### Romans
- Batman: Arkham Knight – The Riddler's Gambit
- Batman: Arkham Knight – The Official Novelization